# Communauté de communes du Controis
Die Communauté de communes du Controis ist ein ehemaliger französischer Gemeindeverband (Communauté de communes) im Département Loir-et-Cher in der Region Centre-Val de Loire. Er wurde am 26. Oktober 2006 gegründet.

## Ehemalige Mitgliedsgemeinden
1. Chémery
2. Choussy
3. Contres
4. Couddes
5. Feings
6. Fougères-sur-Bièvre
7. Fresnes
8. Oisly
9. Ouchamps
10. Sassay

## Quelle
- Le SPLAF - (Website zur Bevölkerung und Verwaltungsgrenzen in Frankreich (frz.))